# Théramène
Théramène (en grec ancien Θηραμένης) est un homme politique athénien, originaire de Céos, mort en 404 av. J.-C., élève en éloquence de Prodicos ; Athénée dit que Prodicos de Céos l’a initié à la débauche.

## Biographie
Fils d’Hagnon, l’un des chefs du parti conservateur hostile à Périclès, il est l’un des instigateurs de la révolution de 411 av. J.-C. à Athènes, aux côtés de Phrynicos et de Antiphon. Il participe au coup d'État anti-démocratique de 411 av. J.-C. qui aboutit à la prise du pouvoir par les Quatre-Cents et participe activement à la rédaction de la constitution, cette année-là. Cependant, Théramène est un conservateur modéré qui craint les dérives de son propre camp. Aussi obtient-il, après la révolte de l’île d’Eubée, la désignation des Cinq Mille, qui remplace l’Ecclésia.
Bon général, il contribue à la victoire de Cyzique et à la reconquête de Bosphore (410). Après le désastre d'Aigos Potamos et la victoire spartiate dans la guerre du Péloponnèse, il est l’un de ceux qui négocient avec Lysandre, général spartiate vainqueur, la reddition d’Athènes en 404. Sous la pression de Lysandre, une commission de 30 membres est créée par l’Assemblée. Il devient naturellement l’un des Trente, mais sa modération le rend insupportable à Critias, qui le fait condamner à mort. Il boit la ciguë en 404 av. J.-C., en parodiant le jeu de cottabe : il lance les dernières gouttes de ciguë en s’exclamant : « À la santé du beau Critias ! »
On trouve l’affrontement entre Critias et Théramène à la Boulé dans les Helléniques de Xénophon, ouvrage qui continue l’Histoire de la guerre du Péloponnèse de Thucydide.

## Historiographie
La figure de Théramène était déjà controversée de son vivant : traître à la patrie ou modéré ? Les sources anciennes sont également divisées : alors qu'Aristote lui est favorable, Xénophon et Lysias, ses contemporains le présentent comme un traître. Le débat est encore d'actualité entre les historiens qui le considèrent comme un opportuniste sans vergogne et ceux qui en font l'apologie.

### Sources
- Aristote, Constitution d'Athènes [détail des éditions] (lire en ligne) (XXXII sq.)
- Thucydide, La Guerre du Péloponnèse [détail des éditions] [lire en ligne] (VIII)
- Xénophon, Helléniques [lire en ligne] (II, 3)
- Athénée, Deipnosophistes [détail des éditions] (lire en ligne) (V, 220)